# 무코다 구니코
무코다 구니코(일본어: 向田 邦子, むこうだ くにこ, 1929년 11월 28일 ~ 1981년 8월 22일)는 일본의 드라마 각본가이자 수필가, 소설가이다. 대부분 작품이 가족의 일상과 관계를 다루고 있다. 1980년 제53회 나오키 산주고상을 수상했다. 1981년 8월 22일 타이완에서 원동항공 103편 추락 사고로 인하여 사망했다. 1981년에는 무코다의 공적을 기념해 우수한 각본에게 시상되는 ‘무코다 구니코상’이 창설됐다.

## 주요 작품

### 드라마
- 1964년 《일곱 명의 손자》
- 1971년 《시간입니다》 시즌2
- 1972년 《아빠라고 부르지 말아줘》
- 1977년 《겨울 운동회》
- 1977년 《최후의 자화상》
- 1978년 《가족열》
- 1979년 《아수라처럼》
- 1980년 《겐지모노가타리》
- 1980년 《행복》
- 1981년 《사갈처럼》

### 소설
- 1978년 《아버지의 사과편지》 ISBN 978-89-8218-124-5
- 1980년 《수달》 ISBN 978-89-6090-014-1
- 1981년 《영장류 인간과 동물도감》 ISBN 978-89-8218-165-8